# SATVD
SATVD o Sistema Argentino de Televisión Digital, implementado en 2009, está basado en el estándar japonés denominado ISDB (Integrated Services Digital Broadcasting). Asimismo el SATVD utiliza las mejoras introducidas por Brasil en la confección del Sistema Brasileño de Televisión Digital (SBTVD). Este sistema también incluye el middleware Ginga.ar que permite la descarga de applicaciones a través de la red de televisión digital directamente al hogar y permite al usuario interactuar con ellas.